# Эскадренные миноносцы типа «Сауро»
Эскадренные миноносцы типа «Сауро» — тип эскадренных миноносцев Королевского итальянского флота, построенных в середине 1920-х годов. Являлись дальнейшим развитием эсминцев типа «Селла».

## Конструкция
От предшествующего типа эсминцы «Сауро» отличались увеличенными размерами и трёхтрубными 533-мм торпедными аппаратами. Кроме того, они имели более массивные ходовой мостик и боевую рубку. Артиллерия была представлена 120-мм орудиями в спаренных установках.
В машинном отделении эсминцев каждый паровой котёл располагался в собственном котельном отделении, что повышало живучесть корабля.

## Служба
В 1935 году все 4 эсминца типа «Сауро» были отправлены в Красное море для несения службы в колонии Итальянская Эритрея и базировались в порту Массауа.
После начала войны и вступления в неё Италии, флот в Красном море оказался изолированным от главных сил Реджиа Марина.
21 октября 1940 года эсминцы «Назарио Сауро» и «Франческо Нулло» совместно с двумя эсминцами типа «Леоне» атаковали английский конвой, повредив одно транспортное судно. Атака была отбита новозеландским лёгким крейсером «Линдер» и британским эсминцем «Кимберли». При этом «Франческо Нулло» был торпедирован «Кимберли», выбросился на мель и уничтожен английской авиацией на следующий день.
Остальные 3 эсминца были уничтожены английской авиацией при попытке атаковать британскую базу в Порт-Судане.

## Список кораблей
| Эсминец                                 | Бортовое обозначение | Верфь | Спущен на воду | Начало службы | Конец службы                                                                                    |
| --------------------------------------- | -------------------- | ----- | -------------- | ------------- | ----------------------------------------------------------------------------------------------- |
| Чезаре Баттисти (итал. Cesare Battisti) | BT                   | OS    | 11.12.1926     | 13.4.1927     | 3.4.41 поврежден английской авиацией у берегов Аравии, выбросился на берег и уничтожен экипажем |
| Даниеле Манин (итал. Daniele Manin)     | MA                   | CNQ   | 15.6.1925      | 1.3.1927      | потоплен 3.4.41 восточнее Порт-Судана английскими самолётами                                    |
| Франческо Нулло (итал. Francesco Nullo) | NL                   | CNQ   | 14.11.1925     | 15.4.1927     | затоплен 21.10.40 после боя с британским эсминцем «Кимберли»                                    |
| Назарио Сауро (итал. Nasario Sauro)     | SU                   | OS    | 12.5.1926      | 23.9.1927     | потоплен 3.4.41 восточнее Порт-Судана английскими самолётами                                    |